# بکزاد عبدالرحمانوف
بِکزاد عبدالرحمانوف (زادهٔ ۱ فوریهٔ ۱۹۸۸) ورزشکار مرد رشتهٔ کشتی آزاد اهل ازبکستان است. او برندهٔ یک مدال برنز المپیک ۲۰۲۰ توکیو و دو مدال برنز مسابقات قهرمانی کشتی جهان در ۲۰۱۴ و ۲۰۱۸ است. عبدالرحمانوف در قارهٔ آسیا نیز دارندهٔ مدال طلای دو دورهٔ پیاپی بازی‌های آسیایی ۲۰۱۴ اینچئون و ۲۰۱۸ جاکارتا و قهرمان مسابقات قهرمانی کشتی آسیا در ۲۰۱۵ و ۲۰۱۷ است.

## فعالیت حرفه‌ای

### المپیک ۲۰۱۶ ریو
عبدالرحمانوف در المپیک ۲۰۱۶ ریو در وزن ۷۴ کیلو حاضر بود که در مسابقه اول از انور گدویف کشتی‌گیر روسی شکست خورد و با توجه به حضور این کشتی‌گیر در فینال، به دیدار شانس مجدد رفت. او در اولین مسابقه شانس مجدد جردن باروز کشتی گیر نامدار آمریکایی را شکست داد و به دیدار رده‌بندی راه یافت. وی در دیدار رده‌بندی به جبرییل حسن‌اف کشتی‌گیر آذربایجانی باخت و پنجم شد.

### مسابقات قهرمانی کشتی جهان ۲۰۱۸
عبدالرحمانوف در وزن ۷۴ کیلوگرم کشتی آزاد مسابقات قهرمانی کشتی جهان ۲۰۱۸ بوداپست حاضر بود که در مسابقه اول به آوتاندیل کنتچادزه از گرجستان باخت و با توجه به حضور این کشتی‌گیر در فینال، به دیدار شانس مجدد رفت. او در مراحل شانس مجدد آندره سوکالسکی از لهستان و ابوبکر آباکاروف از آذربایجان را شکست داد و به دیدار رده‌بندی رسید. وی در این دیدار سونر دمیرتاش از ترکیه را شکست داد و مدال برنز وزن ۷۴ کیلوگرم را بدست آورد.

### المپیک ۲۰۲۰ توکیو
عبدالرحمانوف در وزن ۷۴ کیلوگرم کشتی آزاد المپیک ۲۰۲۰ توکیو حاضر بود که در کشتی اول فرانکلین گومز از پورتوریکو را شکست داد اما در کشتی بعد به زائوربک سیداکوف از روسیه باخت و با توجه به حضور این کشتی‌گیر در فینال، به دیدار شانس مجدد رفت. او در مرحله شانس مجدد آگوستو میدانا از گینه بیسائو را شکست داد و به دیدار رده‌بندی رسید. وی در این دیدار دانیار کایسانوف از قزاقستان را شکست داد و مدال برنز وزن ۷۴ کیلوگرم را بدست آورد.